# Бошуля
Бошуля (болг. Бошуля) — село в Болгарии. Находится в Пазарджикской области, входит в общину Септември. Население составляет 839 человек.

## История
Во время русско-турецкой войны 1877—1878 гг. в селе размещался штаб генерала Гурко, на стене дома где был штаб установлена памятная доска.

## Политическая ситуация
В местном кметстве Бошуля, в состав которого входит Бошуля, должность кмета (старосты) исполняет Любен Василев Христосков (Болгарская социалистическая партия (БСП)) по результатам выборов 2007 года правления кметства.
Кмет (мэр) общины Септември — Томи Спасов Стойчев (независимый), по результатам выборов 2007 года в правление общины.